# 烏克蘭斯凱 (錫內利尼科韋區)
乌克兰斯凯（羅馬化：Ukrainske）是烏克蘭東部第聶伯羅彼得羅夫斯克州錫內利尼科韋區乌克兰斯凯市镇内的乡村居民点及其行政中心。處於蘇希比喬克河畔，距離新謝利夫卡6公里，海拔高度88米。